# Crise constitucional na Somália
A crise constitucional  na Somália se desenvolveu quando o presidente somali, Hassan Sheikh Mohamud, mudou a Constituição da Somália em 30 de abril de 2024. A mudança foi fortemente contestada pelo presidente de Puntland, Said Abdullahi Deni, e, como resultado direto, Puntland retirou seu reconhecimento do Governo Federal da Somália e se declarou um estado independente com base no Artigo 4 da Constituição de Puntland.

## Histórico
Em 28 de maio de 2023, o presidente somali Hassan Sheikh anunciou planos para implementar o sufrágio universal, substituindo o sistema eleitoral baseado em clãs. Esta decisão foi tomada após uma conferência de quatro dias em Mogadíscio, onde o Conselho Consultivo Nacional concordou em fazer a transição para o sufrágio universal direto até 2024, eliminando o sistema de votação baseado em clãs. 
Uma crise constitucional surgiu quando o presidente Hassan Sheikh Mohamud pressionou por emendas constitucionais destinadas a expandir os poderes presidenciais, potencialmente levando a um impasse constitucional no país. Esta iniciativa, percebida como uma tentativa de centralizar a autoridade, se desenrolou durante o frágil equilíbrio político da Somália. Em meio a esses desenvolvimentos, o escrutínio se intensificou sobre a dinâmica de compartilhamento de poder da Somália, levantando apreensões quanto à estabilidade futura da nação.
A nomeação de Hussein Sheikh Mohamud pelo Presidente Mohamud como seu conselheiro sénior para assuntos constitucionais também alimentou controvérsia no meio dos debates em curso em torno do processo de alteração da Constituição do Governo Federal. Analistas argumentam que a busca unilateral do presidente por mudanças constitucionais carece de consulta suficiente com as principais partes interessadas somalis, incluindo figuras políticas, anciãos culturais e Estados-Membros Federais como Puntlândia e Somalilândia.
Em 27 de novembro de 2023, um grupo do Parlamento Federal da Somália anunciou o estabelecimento da Bancada de Correção Nacional, alegando que foi projetada para proteger a estrutura constitucional do país. Esta ação ocorre após o presidente Hassan Sheikh Mohamud pressionar pela transição de um sistema parlamentar para um presidencial, o que inclui a abolição do cargo de primeiro-ministro e a introdução de um vice-presidente.
As emendas reduzem notavelmente os poderes do primeiro-ministro e introduzem eleições presidenciais diretas, afastando-se do sistema indireto em que os anciãos selecionavam os legisladores que então elegiam o presidente. Além disso, as emendas estabelecem um limite de cinco anos para a autonomia federal, após o qual os líderes estaduais devem buscar a reeleição.

## Puntland

Comunicado de imprensa de Puntland

O estado semiautônomo de Puntland, o mais antigo estado-membro federal conhecido como a "Mãe do Federalismo", se opõe fortemente às reformas constitucionais. Seus líderes argumentam que, em vez de finalizar uma nova constituição, as reformas apenas modificam as cartas provisórias da Somália.
O processo de mudança constitucional desencadeou novas tensões entre o governo federal e o governo semiautônomo de Puntland.
Vários políticos somalis proeminentes também se opõem às mudanças constitucionais. Entre eles estão o ex-presidente Sheikh Sharif e seu primeiro-ministro Abdiweli Gaas, o ex-primeiro-ministro Omar Abdirashid e Abdirahman Farole, ex-presidente de Puntland e atual senador de Nugal. Essas cinco figuras foram os signatários originais das cartas provisórias em 2012.
Outras figuras políticas da oposição, como o ex-primeiro-ministro Hassan Ali Khaire e o membro da Câmara do Povo Abdirahman Abdishakur, servindo como enviado presidencial para a seca, argumentam que a amplificação dos poderes presidenciais poderia potencialmente minar o papel do primeiro-ministro como um controle.
Em 8 de janeiro de 2024 foram realizadas eleições em Puntland com o presidente Said Abdullahi Deni sendo reeleito e toda a oposição participando da sua posse.
Em 30 de março de 2024, o parlamento federal da Somália aprovou várias mudanças constitucionais que o governo diz serem necessárias para estabelecer um sistema político estável. No dia seguinte, Puntland anunciou sua retirada do sistema federal. Os gabinetes de Puntland, em sua reunião de emergência, declararam sua intenção de governar de forma independente até que as emendas constitucionais propostas pelo governo central sejam ratificadas por meio de um referendo nacional.
Puntland também acusou o presidente Hassan Sheikh Mohamud de violar a constituição e perder sua legitimidade.
A negação de Puntland resultou em preocupações sobre a natureza apressada do processo de emenda e a falta de participação pública genuína. A retirada de Puntland do sistema federal ressalta o crescente descontentamento com a abordagem do governo central à governança e às reformas constitucionais.
Mohamud Aidid Dirir, ministro da informação de Puntland, acusou o presidente Hassan Sheikh Mohamud de “reunir autoridade em suas mãos”. Esta é a segunda vez que Puntland corta laços com a administração de Hassan Sheikh Mohamud. Em janeiro de 2023, o governo de Puntland anunciou que estava agindo independentemente do governo federal até a conclusão da constituição por meio de referendo.
Em 3 de abril de 2024, a disputa entre Puntland e o governo federal aumentou quando o ministro das finanças de Puntland se encontrou com representantes do Ministério das Relações Exteriores da Etiópia em Addis Ababa para discutir a cooperação comercial. Esta reunião não foi coordenada com o governo federal da Somália.

## Somalilândia
Ao contrário de Puntland, a região separatista da Somalilândia se distanciou firmemente dessas emendas. As autoridades da Somalilândia afirmam que nunca fizeram parte da constituição utilizada pela Somália, sublinhando a sua separação de longa data do quadro jurídico do governo central.
Ali Hassan Mohamed, ministro da Informação da Somalilândia, reiterou a posição da região, afirmando que não são afetados pelos resultados em Mogadíscio. Ele mencionou a rejeição histórica da Somalilândia à constituição da Somália, que remonta aos primórdios  da nação em 1960. Mohamed destacou que os interesses da Somalilândia estão fora da política de Mogadíscio, enfatizando o desejo de evitar exacerbar as divisões políticas existentes na Somália.
A Somalilândia declarou sua independência da Somália em 1991, mas sua soberania permanece não reconhecida internacionalmente. Apesar disso, a Somalilândia tem buscado acordos com países vizinhos como a Etiópia, com o objetivo de potencialmente garantir o reconhecimento como um Estado soberano.

## Jubaland
Em 9 de novembro de 2024, o presidente de Jubaland, Ahmed Mohamed Islam, nomeou o comitê eleitoral de Jubaland. Mas o Ministério do Interior e Assuntos Federais da Somália discordou dessa decisão. O Ministério declarou que o novo comitê não foi aprovado pelo governo federal e pediu aos clãs locais em Jubaland que "se levantassem e lutassem por seus direitos". 
Em 10 de novembro de 2024, Jubaland decidiu cortar laços com o governo federal somali. . Isso aconteceu porque a Missão de Transição da União Africana na Somália (ATMIS) recusou o pedido do governo federal de assumir o controle do porto de Kismayo pela força. 
Em 20 de novembro de 2024, a comunidade internacional expressou sua preocupação com a crescente tensão entre o governo federal da Somália e o estado de Jubaland.  Apelaram a ambas as partes para que se envolvessem num diálogo inclusivo, a fim de resolver as disputas eleitorais, e instaram Jubaland a retomar as negociações e a restabelecer os laços, com o propósito de evitar uma maior escalada.
Em 27 de novembro de 2024, o Tribunal Regional de Banaadir em Mogadíscio emite um mandado de prisão para o presidente de Jubaland, Ahmed Madobe, acusando-o de traição e violação da constituição. Em resposta, o tribunal regional em Kismayo, Jubaland, anuncia uma recompensa de 100.000 dólares pela prisão do presidente somali, Hassan Sheikh Mohamud, acusando-o de traição, de minar a unidade nacional e de conspirar com a milícia al-Shabaab.